# Полія сиза
{{#ifeq:0|0|{{#if:Pohlia cruda|{{#if:|[[]}}|[[]]}}}}
Полія сиза (Pohlia cruda) — вид мохів порядку головмохальних (Bryales).

## Поширення
Батьківщиною є Європа, Африка, Північна Америка, Південна Америка, Азія, Австралія, Нова Зеландія, Антарктида.
Населяє ґрунтові береги, ущелини скель, під корінням, тундровий ґрунт і стежки; від помірних до високих висот.

## Характеристика
Рослини від середніх до великих, зелені, білуваті, іноді з блакитним відтінком, блискучі. Стебла 0.5–2.5 см. Листки від прямих до ± розпростертих, від ланцетних до еліптичних, 0.8–2 мм; краї від зубчастих до зубчастих у дистальній 1/3. Спеціалізоване нестатеве розмноження відсутнє. Коробочкові ніжки від оранжевих до оранжево-коричневих. Коробочка нахилена під кутом 10–135°, від солом'яного до коричневої до оранжево-коричневого забарвлення, довго-і тонко-грушоподібна. Спори 18–26 мкм, грубо сосочкові.